# Sofia Trophy
Sofia Trophy é uma competição internacional de patinação artística no gelo de níveis sênior, júnior e  noviço, sediado na cidade de Sófia, Bulgária.

## História
A primeira edição do Sofia Trophy foi disputado em 2016, com o armênio Slavik Hayrapetyan vencendo no individual masculino e a sueca Joshi Helgesson vencendo no individual feminino.
Em 2017, a brasileira Isadora Williams conquistou a primeira medalha de ouro em torneios internacionais de sua carreira e do Brasil.

## Edições
| Ano  | Edição | Cidade sede | Sênior | Sênior | Júnior | Júnior | Noviço | Noviço | Ref   |
| Ano  | Edição | Cidade sede | M      | F      | M      | F      | M      | F      | Ref   |
| ---- | ------ | ----------- | ------ | ------ | ------ | ------ | ------ | ------ | ----- |
| 2016 | 1.ª    | Sófia       | •      | •      | •      | •      | •      | •      | [ 5 ] |
| 2017 | 2.ª    | Sófia       | •      | •      | •      | •      | •      | •      | [ 6 ] |
| 2018 | 3.ª    | Sófia       | •      | •      | •      | •      | •      | •      | [ 7 ] |

## Lista de medalhistas

### Sênior

#### Individual masculino
| Evento                | Ouro                         | Prata                         | Bronze                             |
| Sófia 2016 (detalhes) | Slavik Hayrapetyan · Armênia | Matthias Versluis · Finlândia | Aliaksei Mialiokhin · Bielorrússia |
| Sófia 2017 (detalhes) | Harry Mattick · Reino Unido  | Lukas Britschgi · Suíça       | Slavik Hayrapetyan · Armênia       |
| Sófia 2018 (detalhes) | Maurizio Zandron · Itália    | Mattia Dalla Torre · Itália   | Marco Zandron · Itália             |

#### Individual feminino
| Evento                | Ouro                      | Prata                        | Bronze                  |
| Sófia 2016 (detalhes) | Joshi Helgesson · Suécia  | Johanna Allik · Estônia      | Giada Russo · Itália    |
| Sófia 2017 (detalhes) | Isadora Williams · Brasil | Anita Ostlund · Suécia       | Micol Cristini · Itália |
| Sófia 2018 (detalhes) | Micol Cristini · Itália   | Elisabetta Leccardi · Itália | Chloe Ing · Singapura   |

### Júnior

#### Individual masculino júnior
| Evento                | Ouro                          | Prata                        | Bronze                       |
| Sófia 2016 (detalhes) | Başar Oktar · Turquia         | Nikolaj Majorov · Suécia     | Daniyar Adylov · Cazaquistão |
| Sófia 2017 (detalhes) | Alexander Petrov · Rússia     | Maxence Collet · França      | Xavier Vauclin · França      |
| Sófia 2018 (detalhes) | Kims Georgs Pavlovs · Letônia | Alexander Zlatkov · Bulgária | Chadwick Wang · Singapura    |

#### Individual feminino júnior
| Evento                | Ouro                         | Prata                       | Bronze                     |
| Sófia 2016 (detalhes) | Cassandra Johansson · Suécia | Marta Castagno · Itália     | Teodora Markova · Bulgária |
| Sófia 2017 (detalhes) | Daria Panenkova · Rússia     | Alexandra Feigin · Bulgária | Julie Froetscher · França  |
| Sófia 2018 (detalhes) | Alexandra Feigin · Bulgária  | Alessia Tornaghi · Itália   | Amy Lin · Taipé Chinesa    |

### Noviço avançado

#### Individual masculino noviço avançado
| Evento                | Ouro                       | Prata                            | Bronze                        |
| Sófia 2016 (detalhes) | Vassil Dimitrov · Bulgária | Patrizio Romano Rossi · Itália   | Danylo Lovochkin · Ucrânia    |
| Sófia 2017 (detalhes) | François Pitot · França    | Radoslav Marinov · Bulgária      | Agahan Berk Dortkol · Turquia |
| Sófia 2018 (detalhes) | Gabriel Renoldi · Itália   | Raffaele Francesco Zich · Itália | Michel Dellio · Itália        |

#### Individual feminino noviço avançado
| Evento                | Ouro                        | Prata                         | Bronze                    |
| Sófia 2016 (detalhes) | Alexandra Feigin · Bulgária | Jeļizaveta Minčenko · Letónia | Eliza Pancheva · Bulgária |
| Sófia 2017 (detalhes) | Océane Piegad · França      | Eliza Pancheva · Bulgária     | Victoria Lass · Estônia   |
| Sófia 2018 (detalhes) | Federica Grandesso · Itália | Serena Joy Roblin · Itália    | Anna Zito · Itália        |